# Eugène-Edouard van Outryve d'Ydewalle
Eugène Edouard Charles Bernard van Outryve d'Ydewalle (Brugge, 15 juni 1830 - aldaar, 6 februari 1901) was een Belgische politicus. Hij was volksvertegenwoordiger en burgemeester van Ruddervoorde.

## Biografie

### Familie
Ridder Eugène van Outryve d'Ydewalle was de zoon van Eugène-Augustin van Outryve d'Ydewalle en Clémence van Severen.
Hij trad in eerste huwelijk in 1856 in Sint-Michiels met Emma de Serret (1835-1865), dochter van zijn volle neef, baron Jules de Serret, burgemeester van Sint-Michiels. Ze kregen twee zoons en een dochter. In 1866 trouwde hij met haar zus, Laurence de Serret (1836-1910) met wie hij zes kinderen kreeg. Hij was de vader van Paul-Pierre van Outryve d'Ydewalle, die eveneens burgemeester van Ruddervoorde werd, en de schoonvader van baron Raoul Mazeman de Couthove, burgemeester van Proven.
Van Outryve d'Ydewalle was een schoonbroer van baron Jean-Baptiste Charles de Bethune, architect en provincieraadslid van West-Vlaanderen, Jules Van Merris, schepen van Poperinge, provincieraadslid van West-Vlaanderen en volksvertegenwoordiger, en baron Henri de Serret, burgemeester van Sint-Michiels.

### Loopbaan
Zoals vele andere leden van de familie Van Outryve d'Ydewalle behaalde Eugène het diploma van doctor in de rechten aan de Katholieke Universiteit Leuven (1853). 
In 1858 begon hij aan een politieke carrière als provincieraadslid van West-Vlaanderen. In 1869 werd hij voorzitter van de provincieraad. Hij was dit tijdens de hevige polemieken met gouverneur Benoît Vrambout. In 1876 nam hij ontslag als gevolg van zijn verkiezing tot volksvertegenwoordiger.
Rond 1858 werd hij ook gemeenteraadslid van Ruddervoorde en van 1872 tot 1884 was hij burgemeester van deze gemeente. Hij werd opgevolgd door zijn oudere broer Emmanuel-Henri van Outryve d'Ydewalle.
In 1876 werd hij zedelijk verplicht om de opvolging te nemen van zijn vroeg overleden jongere broer Charles-Julien van Outryve d'Ydewalle. Hij werd bij de tussentijdse verkiezing van juni 1876 als zijn opvolger verkozen. Van 1885 tot 1900 werd hij senator, eerst voor het arrondissement Roeselare en vanaf 1894 als provinciaal senator.
Hij was 
- medestichter en bestuurder van de Vrije Eigenaars- en Landbouwersbond (1885),
- lid van de toezichtscommissie op de hervormingsschool van Ruiselede,
- lid van de Vereniging tegen het wildstropen,
- lid (1858) en proost (1866, 1889) van de Edele Confrérie van het Heilig Bloed,
- Lid van de Hoge raad voor waters en bossen.